# Versailles (Illinois)
Versailles é uma vila localizada no estado americano de Illinois, no Condado de Brown.

## Demografia
Segundo o censo americano de 2000, a sua população era de 567 habitantes.
Em 2006, foi estimada uma população de 542, um decréscimo de 25 (-4.4%).

## Geografia
De acordo com o United States Census Bureau tem uma área de
2,4 km², dos quais 2,4 km² cobertos por terra e 0,0 km² cobertos por água. Versailles localiza-se a aproximadamente 213 m acima do nível do mar.

## Localidades na vizinhança
O diagrama seguinte representa as localidades num raio de 16 km ao redor de Versailles.